# Wattala
Wattala är en ort i Sri Lanka.   Den ligger i provinsen Västprovinsen, i den sydvästra delen av landet, 7 km nordost om huvudstaden Colombo. Wattala ligger 9 meter över havet och antalet invånare är 30 725.
Terrängen runt Wattala är mycket platt. Havet är nära Wattala åt nordväst. Runt Wattala är det mycket tätbefolkat, med 3 494 invånare per kvadratkilometer. Närmaste större samhälle är Colombo, 6,9 km sydväst om Wattala. Omgivningarna runt Wattala är en mosaik av jordbruksmark och naturlig växtlighet.